# Soichi Noguchi
Soichi Noguchi (野口 聡一 Noguchi Sōichi?, nacido el 15 de abril de 1965 en Yokohama, Japón) es un ingeniero aeronáutico japonés y astronauta de la JAXA. Su primer vuelo espacial fue como Especialista en Misiones a bordo del STS-114 el 26 de julio de 2005 para la primera misión del Transbordador Espacial "return to flight" (regreso al vuelo) de la NASA después del desastre del Columbia. Estuvo en el espacio como parte de la tripulación Soyuz TMA-17 y la Expedición 22 a la Estación Espacial Internacional (EEI), regresando a la Tierra el 2 de junio de 2010. Es el quinto astronauta japonés en volar en el espacio y el cuarto en volar a bordo del transbordador espacial.
Se convirtió en profesor a tiempo parcial en la escuela de posgrado de la Universidad de Tokio desde 2011, profesor de proyectos desde 2021. En 2022 es profesor de proyectos en el Departamento de Ingeniería Aeroespacial de la Universidad de Nihon.
Se retiró del servicio de astronauta y dejó la JAXA el 1 de junio de 2022.  Asumió la dirección honorífica del Museo CupNoodles desde el 7 de junio de 2022, como director del Instituto de Estudios Socioeconómicos Internacionales y como asesor de IHI Corporation desde el 1 de julio de 2022.  Es el representante de MiraiSpace Co., Ltd. (合同会社未来圏?).

## Vida personal
Soichi Noguchi nació en 1965 en Yokohama, Japón. Considera que Chigasaki, Japón, es su ciudad natal. Noguchi era un Boy Scout. Él está casado y tiene tres niños. Sus pasatiempos incluyen trotar, baloncesto, esquiar y acampar.

## Educación
Noguchi se graduó de la escuela secundaria Chigasaki-Hokuryo en 1984 y luego estudió en la Universidad de Tokio, donde obtuvo una licenciatura en 1989 y una maestría en 1991, ambas en Ingeniería Aeronáutica.

## Carrera de ingeniería

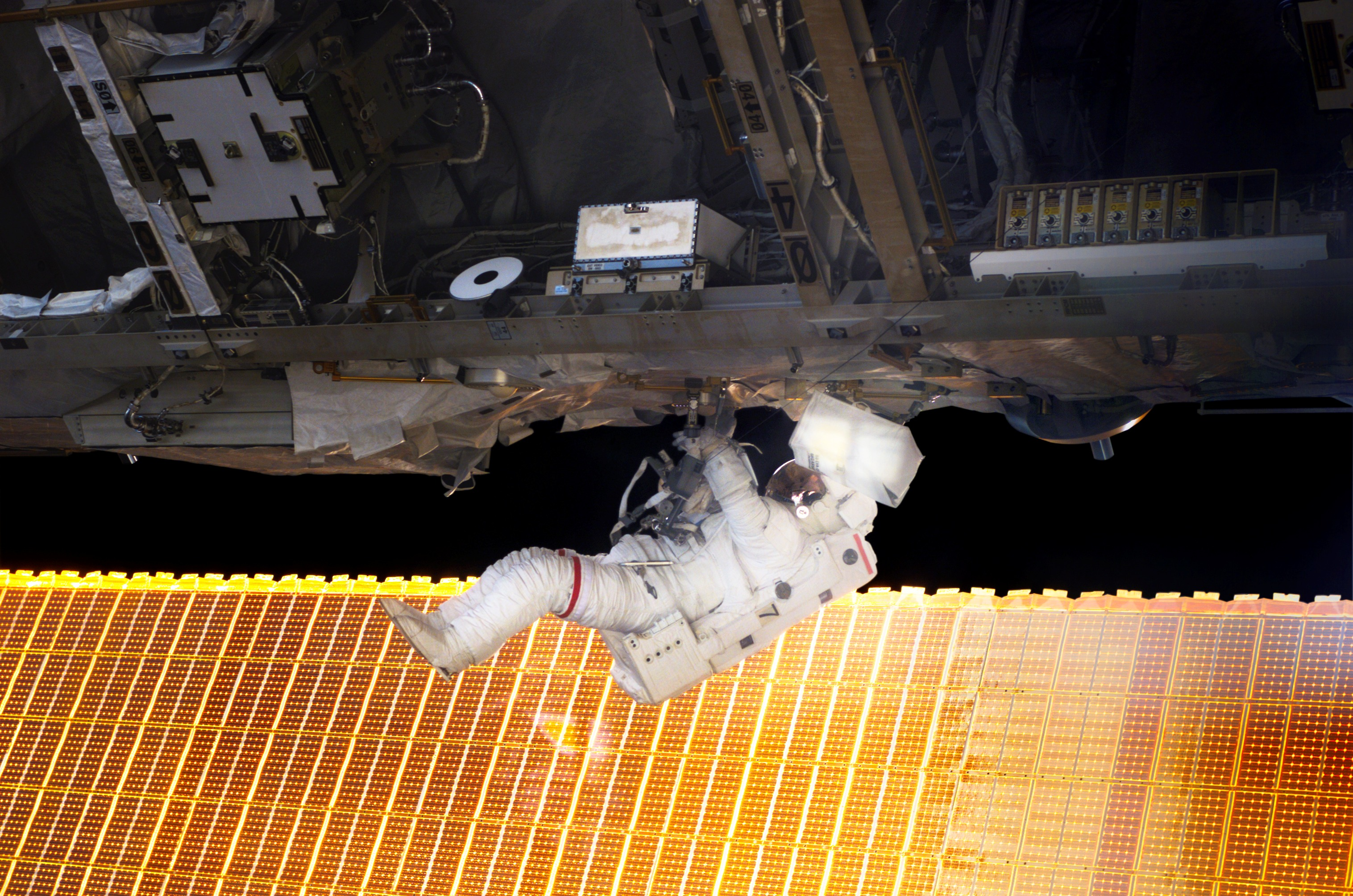
Soichi Noguchi en su primera caminata espacial (EVA)

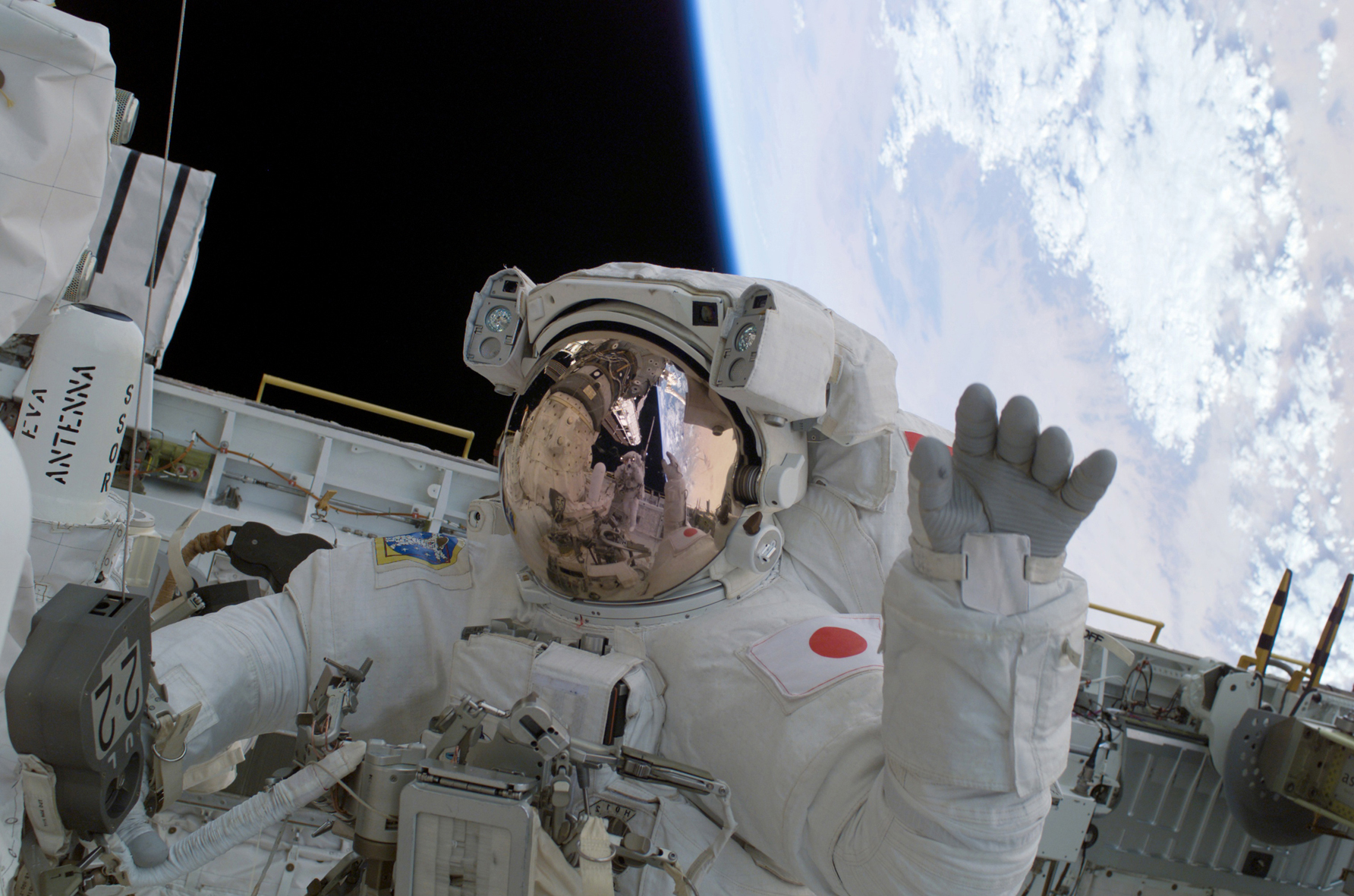
Durante la segunda caminata espacial de la misión, el astronauta de STS-114 Soichi Noguchi saluda desde la bahía de carga del transbordador.

Después de graduarse, Noguchi trabajó para Ishikawajima-Harima Heavy Industries, asignado al departamento de investigación y desarrollo de su división de Aero-Engine and Space Operations. Trabajó en diseño aerodinámico de motores comerciales.

## Carrera de astronauta
Noguchi fue seleccionado como candidato a astronauta por la Agencia Nacional de Desarrollo Espacial de Japón (ahora parte de JAXA) en junio de 1996. En agosto de 1996, informó al Centro Espacial Johnson de la NASA para el entrenamiento de astronautas de la NASA. Noguchi se graduó como especialista en misiones después de dos años y recibió capacitación en sistemas espaciales rusos en el Centro de Entrenamiento de Cosmonautas Gagarin en 1998. Fue asignado al apoyo técnico para el Módulo Experimental Japonés de la Estación Espacial Internacional.

### STS-114
En abril de 2001, Noguchi fue asignado a la tripulación del STS-114 como Especialista de Misión, que en ese momento el vuelo tenía como objetivo el lanzamiento a la EEI en 2003 a bordo del Transbordador Espacial Atlantis, fue asignado a la tripulación junto con los astronautas de la NASA Eileen Collins (Comandante), James Kelly (piloto) y Stephen Robinson (especialista en misiones), también estaban programados para unirse a la tripulación de la Expedición 7, que permanecería a bordo de la EEI, reemplazando a la tripulación de la Expedición 6 que aterrizaría a bordo de la STS-114.
Noguchi y la tripulación se entrenaron para este vuelo hasta febrero de 2003, cuando STS-107, el vuelo inmediatamente anterior a STS-114, se rompió mientras regresaba a la Tierra, destruyendo el Transbordador Espacial Columbia y matando a los siete astronautas a bordo, siguiendo todos estos vuelos del transbordador. se retrasaron. Dado que STS-114 estaba programado para ser la próxima misión en volar después de STS-107, su designación y tripulación fueron asignadas como misión de "regreso al vuelo", su vuelo se mantuvo relativamente similar, aunque se necesitaba una nueva tarea para verificar los cambios realizados en el transbordador. y el plan de vuelo del transbordador se agregaron al vuelo. Además, el retraso en los vuelos del transbordador significó que el lanzamiento de la Expedición 7 se trasladó de STS-114 a Soyuz TMA-2, dejando tres asientos más para ocupar en STS-114, los astronautas de la NASA Charles Camarda, Wendy Lawrence y Andrew Thomas se agregaron a la tripulación para tomar su lugar.

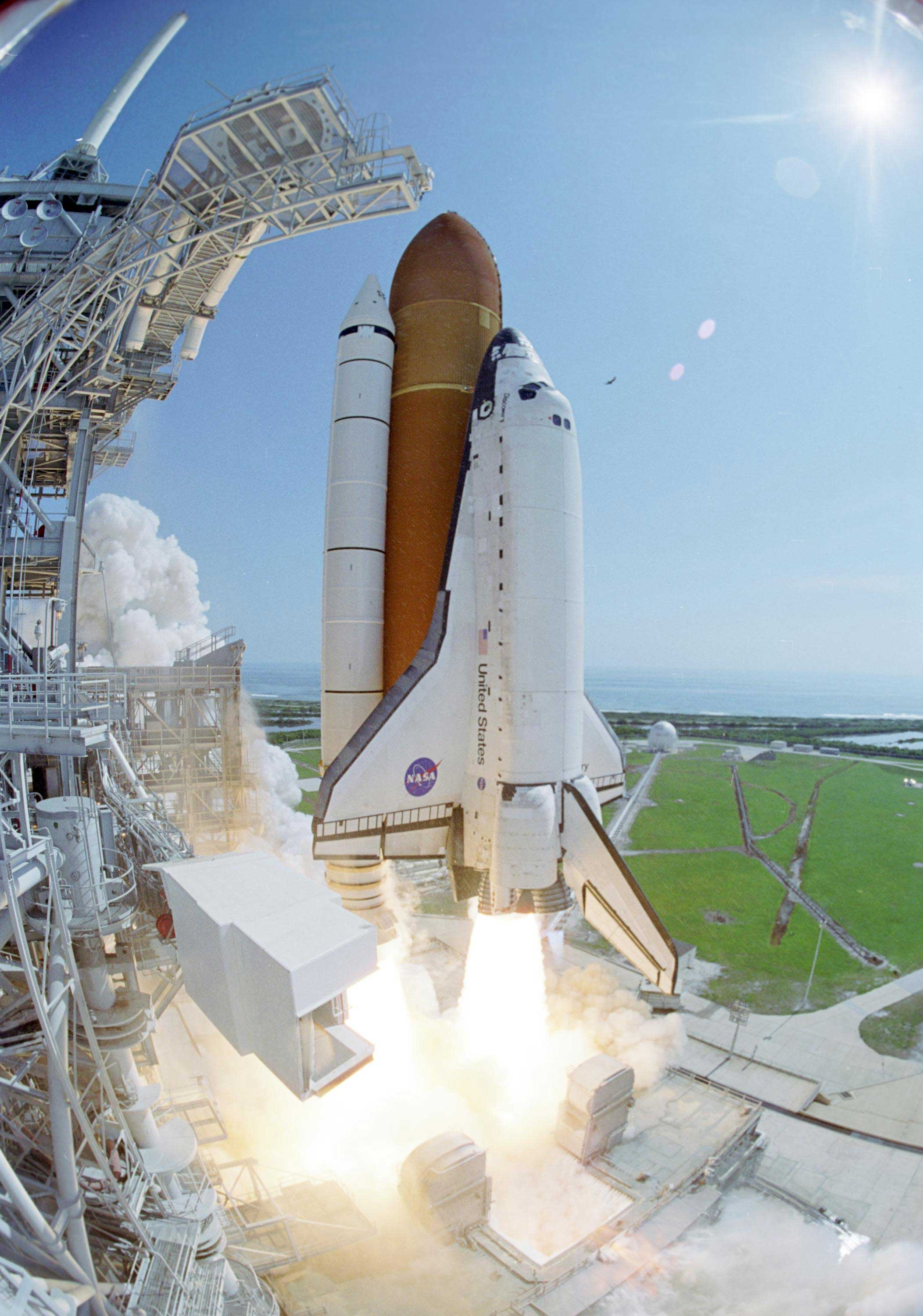
STS-114 durante el lanzamiento

STS-114 lanzado a bordo del transbordador espacial Discovery el 26 de julio de 2005, más de dos años desde el desastre de Columbia. El transbordador atracó en la EEI dos días después, la tripulación se unió a la tripulación de la Expedición 11, compuesta por el comandante ruso Sergei Krikalev y el ingeniero de vuelo estadounidense John Phillips. Antes de atracar en la estación, el Discovery y su tripulación realizaron la primera maniobra de lanzamiento de encuentro, que permitió a los dos miembros de la tripulación a bordo de la estación fotografiar y observar el escudo térmico del transbordador, lo que les permitió descubrir cualquier posible daño en el escudo térmico de la nave espacial, la maniobra se agregó después del desastre de Columbia, que fue causado por daños en el escudo térmico.
Durante su primera estancia a bordo de la estación, Noguchi realizó tres caminatas espaciales, las tres junto a Robinson. En la primera excursión al exterior, los dos probaron nuevas técnicas para reparar baldosas dañadas en el escudo térmico del transbordador, mientras que la segunda y tercera caminatas espaciales se dedicaron a actualizar y mantener la estación espacial, reemplazando un Giroscopio de Control de Movimiento que había sufrido una falla mecánica en 2002 e instalación de una plataforma de estiba externa que se subió a bordo del STS-114. Durante el transcurso de los tres EVA, Noguchi pasó 20 horas y 5 minutos fuera de la estación.
Noguchi y sus compañeros de tripulación regresaron a la Tierra el 9 de agosto de 2005, llevando más de 7.055 libras de equipo y basura desde la estación dentro de un Módulo de Logística de Propósitos Múltiples, que se había utilizado para llevar suministros a la estación dos semanas antes. El aterrizaje del Discovery en el Centro Espacial Kennedy concluyó con un vuelo espacial de 13 días, 21 horas, 32 minutos y 48 segundos.

### Expedición 22/23
Después de STS-114, Noguchi fue asignado como ingeniero de vuelo de la EEI de respaldo para el astronauta de JAXA Koichi Wakata, quien se convirtió en el primer astronauta japonés en vivir una larga duración a bordo de la estación espacial. Después de su asignación como respaldo para Wakata, JAXA asignó a Noguchi a la tripulación de la Expedición 22/23 de la EEI junto con el cosmonauta ruso Oleg Kotov y el astronauta de la NASA Timothy Creamer.
Noguchi y sus dos compañeros de tripulación se lanzaron el 21 de diciembre de 2009 a bordo de Soyuz TMA-17, se convirtió en el primer astronauta de JAXA y el segundo ciudadano japonés (siguiendo al reportero de Tokyo Broadcasting System, Toyohiro Akiyama) en volar en una nave espacial Soyuz, el trío pasó dos días en vuelo libre, antes de atracar en la EEI y unirse a la tripulación de la Expedición 22, uniéndose al comandante estadounidense Jeff Williams y al ingeniero de vuelo ruso Maksim Surayev.

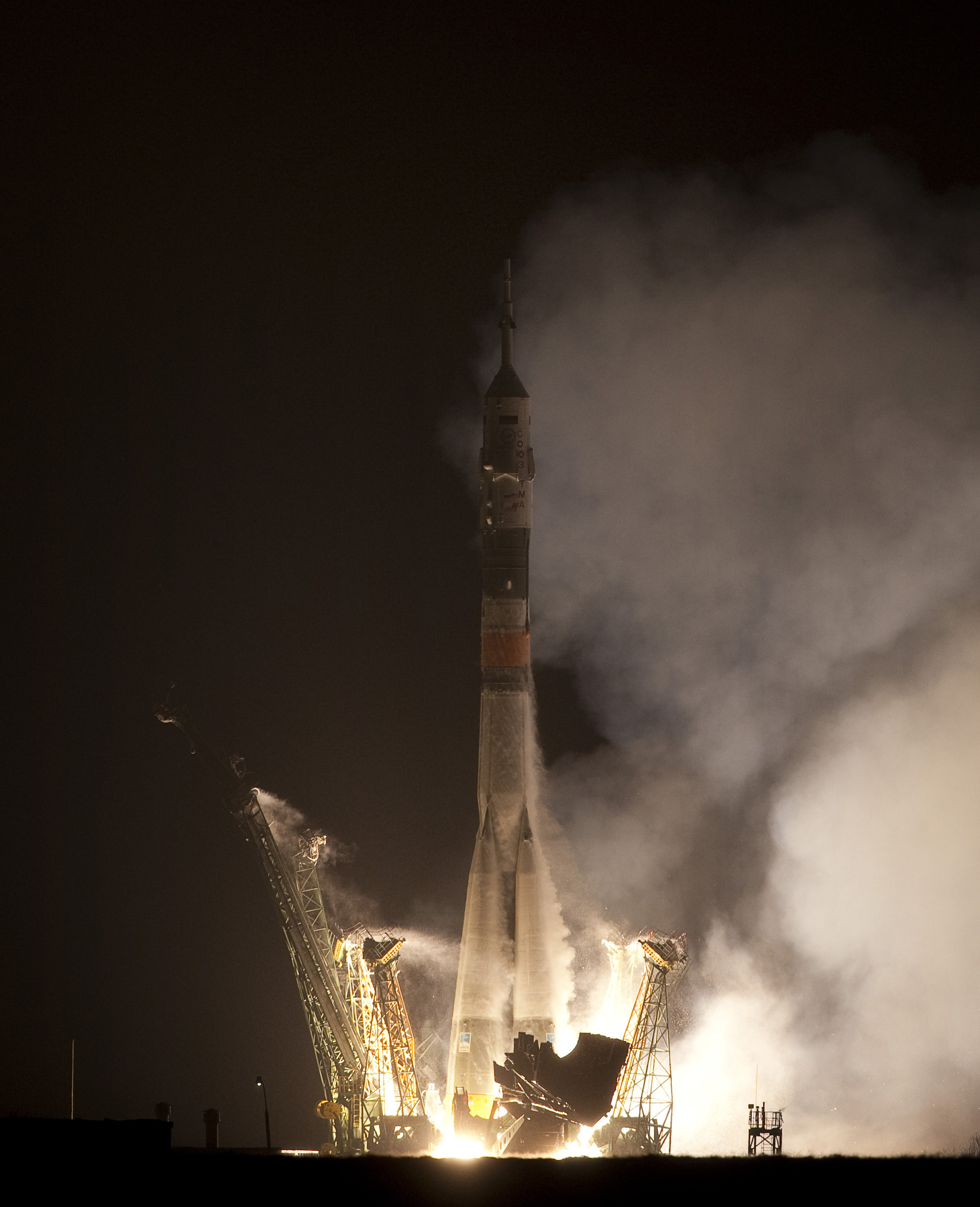
Soyuz TMA-17 se lanza a la EEI con Noguchi, Kotov y Creamer

Durante la Expedición 22, la tripulación fue visitada por el Transbordador Espacial Endeavour durante su penúltimo vuelo, STS-130, que entregó el módulo Nodo 3 y la Cúpula a la estación, durante este vuelo Noguchi también estuvo en el espacio con su excompañero de tripulación STS-114 Stephen Robinson, quien fue Especialista de Misión en STS-130. Soyuz TMA-16 regresó a la Tierra el 18 de marzo de 2010, llevando a Surayev y Williams de regreso a la Tierra y finalizando oficialmente la Expedición 23, tras lo cual Noguchi Kotov y Creamer se transfirieron a la Expedición 23, con Kotov tomando el mando de la estación. Poco después se les unió Soyuz TMA-18, que transportaba a los cosmonautas rusos Aleksandr Skvortsov y Mikhail Kornienko, así como a la astronauta estadounidense Tracy Caldwell Dyson.
La Expedición 23 fue visitada por dos misiones de transbordadores espaciales, STS-131 y STS-132. STS-131 entregó nuevos suministros a la EEI a bordo del transbordador espacial Discovery, el vuelo también llevó a la especialista de la misión de la JAXA, Naoko Yamazaki, quien se unió a Noguchi en la estación por un corto tiempo, marcando la primera vez que dos ciudadanos japoneses estaban en el espacio al mismo tiempo. El transbordador espacial Atlantis se lanzó a la estación que transportaba el módulo ruso Rassvet a la estación hacia el final de la Expedición 23.
Noguchi, junto con Kotov y Creamer se desacoplaron de la estación y regresaron a la Tierra el 1 de junio de 2010, el trío aterrizó en Kazajistán después de 163 días en el espacio, lo que elevó el tiempo total de Noguchi en el espacio a 177 días.

### Tercer vuelo espacial
El 7 de noviembre de 2017, JAXA anunció que Noguchi había sido asignado a la tripulación de la Expedición 62/63 como ingeniero de vuelo, cuyo lanzamiento estaba programado para fines de 2019. El 31 de diciembre de 2018 reveló su parche personal para el vuelo, durante un tuit que revelaba el parche también anunció que su misión sería lanzada a bordo de un Vehículo Comercial de Tripulación, aunque no se aclaró si su vuelo se realizaría a bordo de una Crew Dragon de SpaceX o Starliner de Boeing.
En marzo de 2020 fue asignado a Crew-1 de SpaceX, que será el primer vuelo operativo de una nave espacial Dragon 2. La misión lanzará NET el 11 de noviembre de 2020, a la espera del resultado del primer vuelo tripulado de Dragon 2, SpaceX Demo-2, que aterrizó el 2 de agosto de 2020 en el Golfo de México. La Crew-1 transportará a los astronautas de la NASA Michael Hopkins, Victor Glover y Shannon Walker, además de Noguchi, todos serán miembros de la tripulación de la Expedición 64 en la Estación Espacial Internacional. Tras el lanzamiento, se convertirá en la tercera persona, y el primer no estadounidense, en la historia en lanzarse a bordo de tres naves espaciales diferentes; el transbordador espacial, el Soyuz y el dragón 2.
Durante su tercera estadía en el espacio, realizó su cuarta caminata espacial profesional con Kathleen Rubins el 5 de marzo de 2021, pasando casi 7 horas fuera de la EEI.
Actualmente tiene el récord mundial de la brecha más larga entre dos caminatas espaciales consecutivas de la misma persona: 15 años y 214 días.

## Otros aspectos destacados
Noguchi se expresa a sí mismo en los episodios 13 y 26 de la serie de anime Uchū Kyōdai (Space Brothers), que se emitió el 24 de junio de 2012 y el 29 de septiembre de 2012 respectivamente.
El 2 de agosto de 2015, Noguchi habló con 33.628 compañeros Scouts durante el Evento Arena en el 23.er Jamboree Scout Mundial, celebrado en Japón.
En 2021 fue reconocido como unos de los 100 Genios Visionarios (Genius 100 Visionary) y contribuyó con su visión del futuro a la Fundación Genius 100 (Genius 100 Foundation) y la compartió durante su ceremonia de inducción que se llevó a cabo el 14 de marzo de 2021, mientras se encontraba a bordo de la Estación Espacial Internacional.